# NGC 5544/5
NGC 5544/5, NGC 5544/45 oder Arp 199, ist ein interagierendes Paar zweier Spiralgalaxien im Sternbild Bootes. Die Galaxienkerne sind durch 0′,6 getrennt. NGC 5545 liegt östlich von NGC 5544 und wird in Kantenlage beobachtet, strichartig von Ostnordost nach Westsüdwest verlaufend, während die Inklination von NGC 5544 gering ist. Halton Arp gliederte seinen Katalog ungewöhnlicher Galaxien nach rein morphologischen Kriterien in Gruppen. Diese Galaxie gehört zu der Klasse Galaxien mit vom Kern ausgeschleuderter Materie.
William Herschel beobachtete das Objekt am 1. Mai 1785. Aufgrund seiner Beschreibung kann davon ausgegangen werden, dass Herschel dabei beide Komponenten beobachtet hat. Der daraus resultierende NGC-Eintrag mit der Nummer 5544 bezieht sich auf die westliche der beiden Galaxien, während die östliche Komponente später als 5545 eine separate Nummer erhalten sollte. Letzterer Eintrag geht auf eine Beobachtung von Bindon Blood Stoney vom 10. April 1852 zurück.